# Rajd Alpejski 1965
Rajd Alpejski 1965 (26. Coupe des Alpes) – 26 edycja rajdu samochodowego Rajd Alpejski rozgrywanego we Francji od 19 do 25 lipca 1965 roku. Była to dziewiąta runda Rajdowych Mistrzostw Europy w roku 1965.

## Wyniki końcowe rajdu[2]
| Miejsce                      | Kierowca                     | Pilot                        | Samochód                     | Czas                         | Strata                       |                              |
| Klasyfikacja generalna i ERC | Klasyfikacja generalna i ERC | Klasyfikacja generalna i ERC | Klasyfikacja generalna i ERC | Klasyfikacja generalna i ERC | Klasyfikacja generalna i ERC | Klasyfikacja generalna i ERC |
| ---------------------------- | ---------------------------- | ---------------------------- | ---------------------------- | ---------------------------- | ---------------------------- | ---------------------------- |
| 1.                           | René Trautmann               | Claudine Bouchet             | Lancia Flavia Sport Zagato   | 2:16:09.3                    | –                            |                              |
| 2.                           | Timo Mäkinen                 | Paul Easter                  | Austin Mini Cooper S         | 2:16:11.0                    | +1.7                         |                              |
| 3.                           | Henry Taylor                 | Brian Melia                  | Ford Cortina Lotus MK1       | 2:17:51.7                    | +1:42.4                      |                              |
| 4.                           | Paddy Hopkirk                | Henry Liddon                 | Morris Mini Cooper S         | 2:20:43.6                    | +4:34.3                      |                              |
| 5.                           | Jean-François Piot           | Jean-François Jacob          | Renault 8 Gordini 1100       | 2:27:12.1                    | +11:02.8                     |                              |
| 6.                           | Jean Vinatier                | Hubert Melot                 | Renault 8 Gordini 1100       | 2:27:14.4                    | +11:05.1                     |                              |
| 7.                           | Jean-Claude Ogier            | Bernard Ogier                | Citroën DS 19                | 2:28:40.3                    | +12:31.0                     |                              |
| 8.                           | Tony Fall                    | John Wood                    | BMC Mini Cooper S            | 2:34:33.5                    | +18:24.2                     |                              |
| 9.                           | Bob Neyret                   | Jean Pierre Verilhanc        | Citroën DS 19                | 2:34:40.4                    | +18:31.1                     |                              |
| 10.                          | Roger Clark                  | Jim Porter                   | Rover 2000                   | 2:34:44.0                    | +18:34.7                     |                              |